# Derek Devine
(en) Statistiques sur statscrew
Derek Devine (né le 19 juillet 1984 à Wilsonville) est un joueur américain de football américain.

## Enfance
Devine étudie à la Canby High School.

## Carrière

### Université
Il entre à l'université Marshall où il commence à jouer pour l'équipe de football américain des Thundering Herd.

### Professionnel
Derek Devine n'est sélectionné par aucune équipe lors du draft de la NFL de 2007. Il signe peu de temps après comme agent libre non drafté avec les Seahawks de Seattle avec qui il joue la pré-saison mais il est libéré le 2 septembre 2007 avant le début de la saison.
Il passe une saison 2007 sans équipe et signe avec les Redskins de Washington lors de la off-season 2008 mais il n'est pas gardé dans l'équipe pour la saison. Après cela, Devine passe trois saisons sur la liste des agents libres, sans être contacté.
Le 10 juillet 2010, il se marie avec Danielle Orsillo. Le 9 mai 2011, il revient dans le monde du football professionnel, en signant avec les Destroyers de Virginie, évoluant en United Football League. Les Destroyers remportent le UFL Championship Game 2011 contre les Locomotives de Las Vegas.

## Palmarès
- UFL Championship Game 2011 (Champion de la UFL)